# Castle Sowerby
Pour les articles homonymes, voir Sowerby.
Castle Sowerby est une paroisse civile de Cumbria, située dans le nord-ouest de l'Angleterre. 